# Angela Sforza
Angela Sforza (Milano, 1479 – circa 1528) era figlia di Carlo Sforza e di Bianca Simonetta, ed era moglie di Ercole d'Este.

## Biografia
Angela nacque a Milano nel 1479. Il padre era Carlo Sforza, figlio illegittimo di Galeazzo Maria Sforza, avuto con Lucrezia Landriani; la madre era Bianca Simonetta.
Il 25 gennaio 1491 sposò Ercole d'Este, figlio di Sigismondo I d'Este; portò in dote al marito la contea di Corteolona e il vicariato di Belgioioso. 
Una lettera del 24 maggio 1497 ci restituisce Angela in contatto con Gerolamo Savonarola: il predicatore invitava Angela alla preghiera e ad ascoltare la voce di Dio.
Nel 1514 la figlia Lucrezia sposò Manfredo II da Correggio; da allora Angela dimorò quasi sempre nella rocca estense di San Martino in Rio.
Angela, dopo la morte di Ercole, dovette resistere al tentativo del duca di Ferrara di riprendersi il territorio della signoria di San Martino, rendendo nullo il testamento del marito. Il 24 maggio 1523, Prospero Colonna, generale delle armate imperiali milanesi, mise sotto la protezione del Ducato di Milano, luogo di nascita di Angela, il territorio della signoria di San Martino.
Rimasta vedova, vestì l'abito domenicano e morì poco dopo il 12 ottobre 1528
Dal matrimonio di Angela Sforza ed Ercole d'Este discende il ramo cadetto degli Este di San Martino (linea sigismondina), che giungerà fino al 1752.

## Discendenza
Dal matrimonio nacquero due figli:
- Sigismondo (? - 1561), 1º marchese di Borgomanero e Porlezza, 3º signore di San Martino in Rio, Campogalliano e Castellarano, 2º conte di Corteolona e signore del Vicariato di Belgioioso;
- Lucrezia (? - 1546), sposò nel 1514 Manfredo II da Correggio, conte sovrano di Correggio e conte del Sacro Romano Impero.

## Ascendenza
|                                         |                   |                       | Genitori                                   |  |  | Nonni |  |  | Bisnonni                            |  |  | Trisnonni                                              |  |
|                                         |                   |                       |                                            |  |  |       |  |  | Francesco Sforza, IV duca di Milano |  |  | Giacomo "Muzio" Attendolo "Sforza", conte di Cotignola |  |
|                                         |                   |                       |                                            |  |  |       |  |  | Francesco Sforza, IV duca di Milano |  |  | Giacomo "Muzio" Attendolo "Sforza", conte di Cotignola |  |
|                                         |                   | Lucia Terzani         |                                            |  |  |       |  |  | Francesco Sforza, IV duca di Milano |  |  |                                                        |  |
| Galeazzo Maria Sforza, V duca di Milano |                   |                       |                                            |  |  |       |  |  | Francesco Sforza, IV duca di Milano |  |  |                                                        |  |
|                                         |                   | Bianca Maria Visconti | Filippo Maria Visconti, III duca di Milano |  |  |       |  |  |                                     |  |  |                                                        |  |
|                                         |                   | Bianca Maria Visconti | Filippo Maria Visconti, III duca di Milano |  |  |       |  |  |                                     |  |  |                                                        |  |
|                                         |                   | Bianca Maria Visconti | Agnese del Maino                           |  |  |       |  |  |                                     |  |  |                                                        |  |
| Carlo Sforza, conte di Magenta          |                   | Bianca Maria Visconti |                                            |  |  |       |  |  |                                     |  |  |                                                        |  |
|                                         |                   | …                     | …                                          |  |  |       |  |  |                                     |  |  |                                                        |  |
|                                         |                   | …                     | …                                          |  |  |       |  |  |                                     |  |  |                                                        |  |
|                                         |                   | …                     | …                                          |  |  |       |  |  |                                     |  |  |                                                        |  |
| Lucrezia Landriani                      |                   | …                     |                                            |  |  |       |  |  |                                     |  |  |                                                        |  |
|                                         |                   | …                     | …                                          |  |  |       |  |  |                                     |  |  |                                                        |  |
|                                         |                   | …                     | …                                          |  |  |       |  |  |                                     |  |  |                                                        |  |
|                                         |                   | …                     | …                                          |  |  |       |  |  |                                     |  |  |                                                        |  |
| Angela Sforza                           |                   | …                     |                                            |  |  |       |  |  |                                     |  |  |                                                        |  |
|                                         | Gentile Simonetta | …                     |                                            |  |  |       |  |  |                                     |  |  |                                                        |  |
|                                         | Gentile Simonetta | …                     |                                            |  |  |       |  |  |                                     |  |  |                                                        |  |
|                                         | Gentile Simonetta | …                     |                                            |  |  |       |  |  |                                     |  |  |                                                        |  |
| Angelo Simonetta                        | Gentile Simonetta |                       |                                            |  |  |       |  |  |                                     |  |  |                                                        |  |
|                                         |                   | …                     | …                                          |  |  |       |  |  |                                     |  |  |                                                        |  |
|                                         |                   | …                     | …                                          |  |  |       |  |  |                                     |  |  |                                                        |  |
|                                         |                   | …                     | …                                          |  |  |       |  |  |                                     |  |  |                                                        |  |
| Bianca Simonetta                        |                   | …                     |                                            |  |  |       |  |  |                                     |  |  |                                                        |  |
|                                         |                   | Chichino della Scala  | Francesco della Scala                      |  |  |       |  |  |                                     |  |  |                                                        |  |
|                                         |                   | Chichino della Scala  | Francesco della Scala                      |  |  |       |  |  |                                     |  |  |                                                        |  |
|                                         |                   | Chichino della Scala  | …                                          |  |  |       |  |  |                                     |  |  |                                                        |  |
| Francesca della Scala                   |                   | Chichino della Scala  |                                            |  |  |       |  |  |                                     |  |  |                                                        |  |
|                                         |                   | …                     | …                                          |  |  |       |  |  |                                     |  |  |                                                        |  |
|                                         |                   | …                     | …                                          |  |  |       |  |  |                                     |  |  |                                                        |  |
|                                         |                   | …                     | …                                          |  |  |       |  |  |                                     |  |  |                                                        |  |
|                                         |                   | …                     |                                            |  |  |       |  |  |                                     |  |  |                                                        |  |